# نبرد اینچئون
نبرد اینچئون (به کره‌ای: 인천상륙작전) یا نبرد اینچئون، یک عملیات آبی خاکی و بخشی از جنگ کره بود. هدف از این نبرد رهاسازی شهر اینچئون از دست کمونیست‌های کره شمالی بود که با موفقیت انجام شد.
فرماندهی این نبرد را برای نیروهای سازمان ملل و آمریکا، ژنرال داگلاس مک آرتور بر عهده داشت.

## در سینما
این عملیات با نام 'operation chromite (عملیات کرومیت)' نیز شناخته می‌شود. فیلمی با همین عنوان با بازی لیام نیسون در نقش ژنرال داگلاس مک آرتور، ساخته شده‌است.